# Nərimanabad (Yevlax)
Nərimanabad è un comune dell'Azerbaigian situato nel distretto di Yevlax. Conta una popolazione di 1 680 abitanti.